# Солодухин, Пётр Андрианович
Пётр Андрианович (Андреевич) Солодухин (1892—1920) — советский военный и политический деятель.

## Биография
Родился 24 января 1892 года в селе Васильевка (ныне — Безенчукский район Самарской области). Отец — Андриан Антонович, мать — Матрёна Андриановна. Рано потерял родителей.
Окончил Васильевскую церковно-приходскую школу, а по окончании Самарского железнодорожного училища восемнадцатилетний Петр работал в Темирском уезде Тургайско-Уральского района под Уфой.
Участник Первой мировой войны — был унтер-офицером 78-го запасного Петербургского стрелкового полка. После Октябрьской революции, приехал в 1917 году в Петроград. Перешёл на сторону большевиков, был выбран в Петроградский Совет.
Весной 1918 года рабочий Сестрорецкого оружейного завода П. А. Солодухин во главе небольшого военного отряда был отправлен на фронт Гражданской войны. Продемонстрировав военные способности, в конце 1918 года он был назначен командующим дивизией на Северном фронте. За взятие города Шенкурска Солодухин был награждён орденом Красного Знамени, одним из первых в Красной Армии.
Летом 1919 года бригады Солодухина отважно сражались с войсками Юденича, рвавшихся к Петрограду. Он был назначен комдивом 6-й стрелковой дивизии. 5 августа 1919 года дивизия с боем освободила Ямбург. Когда Юденич был отогнан от Петрограда, П. А. Солодухина отправили на Южный фронт командиром 9-й стрелковой дивизии, где комиссаром был С. П. Восков. Дивизия с боями прошла сотни верст и освободила от деникинцев десятки городов.
Затем Петр Андрианович командовал 15-й стрелковой дивизией в борьбе против белогвардейцев Врангеля. Воевал на юге Украины. 6 августа 1920 года дивизия, которой командовал П. А. Солодухин, получила приказ с наступлением ночи переправиться на левый берег Днепра. Местом для переправы был выбран небольшой участок реки к югу от колонии Львово до села Тягинка. Одновременно 52-я и Латышская дивизии должны были форсировать Днепр в районе Берислава, а Херсонская группа — в районе Херсона. В случаи успеха вся Правобережная группа Красной армии должна была устремиться на Перекоп и Мелитополь с тем, чтобы вместе с другими частями 13-й армии отрезать Врангеля от его тыловых баз в Крыму.

Похороны И. П. Солодухина, Колонный зал Таврического дворца

На рассвете 7 августа по приказу П.А Солодухина вступили в бой полки 44-й бригады. Два плацдарма в районе Каховки и в районе Корсунского Монастыря соединились в единый мощный плацдарм на левом берегу Днепра, расположенный непосредственно вблизи от Перекопа и опиравшийся на удобные переправы в Каховке. Противник решил во что бы то ни стало вернуть потерянные позиции. Перейдя в контратаку, 34-я пехотная дивизия белых при поддержке конницы, артиллерии, броневиков и авиации прорвалась между Большой Маячкой и Чернянкой на стыке 45-й и 43-й бригад. Завидев скачущую вражескую конницу, П. А. Солодухин, под руками у которого не оказалось в этот момент никаких других резервов, собрал команду конных ординарцев и повёл её в контратаку со словами: «Товарищи! Держитесь стойко! Назад ни шагу!» После короткой схватки весь отряд погиб. Впоследствии пленные белогвардейцы показывали:

«Среди раненых был один из ваших с орденом Красного Знамени. Он был ранен в ногу и обе руки. На предложение нашего поручика сдаться, он ответил: „Мы, коммунисты, на милость белогвардейской сволочи не сдаемся!“ Тотчас же один из офицеров выстрелил в него в упор.»

Гроб с телом П. А. Солодухина был отправлен в Петроград 12 августа 1920 года. 22 августа на Марсовом поле, где покоятся выдающиеся герои Октябрьской революции и гражданской войны, состоялась торжественное погребение П. А. Солодухина. Здесь ему и комиссару С. П. Воскову установлена гранитная мемориальная плита.

## Награды
- Награждён орденом Красного Знамени.

## Память
- Имя Петра Солодухина носят улицы Гатчины[4] и Таганрога, а также посёлка Безенчук[1].
- В городе Новая Каховка его имя присвоено виноградарскому хозяйству[5]. Также здесь во времена СССР по Днепру ходил теплоход «Начдив Солодухин».